# Битштет
Битштет (њем. Büttstedt) општина је у њемачкој савезној држави Тирингија. Једно је од 89 општинских средишта округа Ајхсфелд. Према процјени из 2010. у општини је живјело 944 становника. Посједује регионалну шифру (AGS) 16061018.

## Географски и демографски подаци
Битштет се налази у савезној држави Тирингија у округу Ајхсфелд. Општина се налази на надморској висини од 372 метра. Површина општине износи 7,5 km². У самом мјесту је, према процјени из 2010. године, живјело 944 становника. Просјечна густина становништва износи 125 становника/km².